# 1910

## أحداث
- تأسيس مدينة كايميتو وتقع حاليا في كوبا.
- تأسيس مدينة لوبومباشي وتقع حاليا في جمهورية الكونغو الديمقراطية.
- 10 مارس: تأسيس مدينة برينس روبيرت، كولومبيا البريطانية على يد تشارلز ميلفيل هايز وتقع حاليا في كندا.
- نهاية حرب مليلية في 1910 والتي بدأت في 9 يوليو 1909.

### يناير
- 10 يناير–‏20 يناير – أول رحلة طيران أخذت حيزا بالولايات المتحدة في معرض لوس انجلوس الجوي 1910.
- 12 يناير– تعيين إبراهيم حقي باشا الصدر الأعظم للدولة العثمانية
- 15 يناير– تأسيس أفريقيا الاستوائية الفرنسية.

### فبراير
- 20 فبراير – اغتيال بطرس غالي أول رئيس وزراء مصري يكون من مواليد مصر.

### مارس
- مارس – اندلاع انتفاضة ضد الحكم العثماني في ألبانيا.
- 16 مارس – معركة هدية بين الكويت وقبائل المنتفق.
- 27 مارس – اندلاع النيران في صالة رقص بقرية أوكريتوفولبوس بالمجر يقتل 312 شخصا.

### أبريل
- 19 إبريل – صدور جريدة ولد البلاد التونسية للصحفي البشير الفورتي.
- 20 ابريل – مذنب هالي أصبح يرى عيانا في الأرض.

### مايو

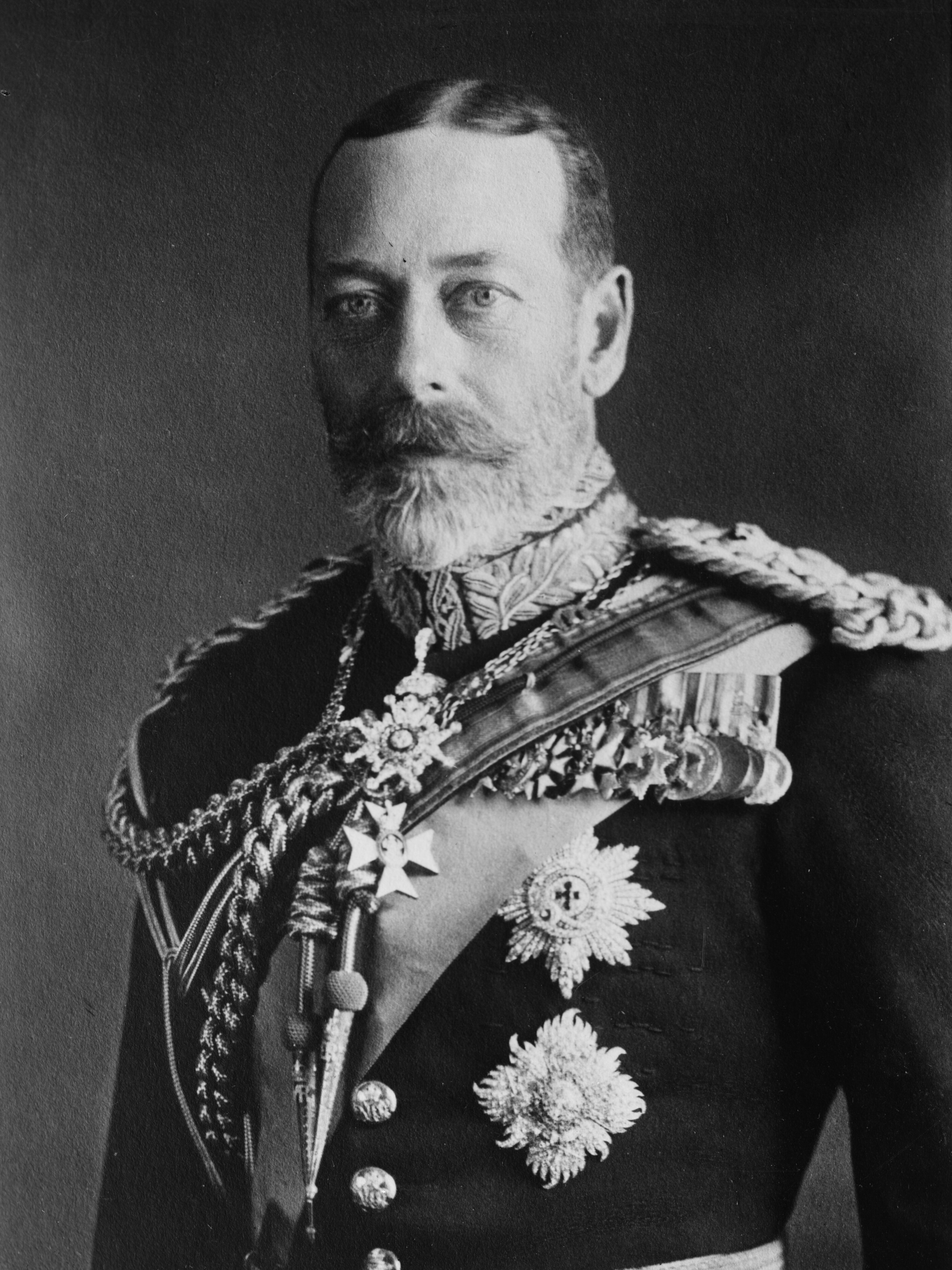
6 مايو: الملك جورج الخامس.

- 6 مايو – جورج الخامس يصبح ملك المملكة المتحدة بعد وفاة والده إدوارد السابع.
- 18 مايو – مرور ذيل مذنب هالي قريبا من الأرض.
- 31 مايو – إنشاء اتحاد جنوب أفريقيا.

### يونيو
- 22 يونيو – أول رحلة ركاب تجارية للمنطاد الموجه الألماني واسمه ديلاغ، وبدأت الرحلة من فریدریشهافن إلى دوسلدورف في ألمانيا. واستغرقت الرحلة تسع ساعات.

### يوليو
- 4 يوليو – الملاكم الأمريكي الأفريقي جاك جونسون يهزم الملاكم الأمريكي جيمس جيفريز في ملاكمة الوزن الثقيل، مما أشعل شرارة الإضطرابات العرقية داخل الولايات المتحدة.

### أغسطس
- أغسطس – منظمة البلدان الأمريكية
- 14 أغسطس – اندلاع النيران في المعرض الدولي في بروكسل مما دمر معرضي بريطانيا وفرنسا.
- 22 أغسطس – توقيع المعاهدة اليابانية الكورية لعام 1910 بعد احتلال اليابان لكوريا.
- 28 أغسطس – اعلان الجبل الأسود مملكة مستقلة تحت حكم نيكولاس الأول.
- 29 أغسطس – تخلي سونجوغ امبراطور كوريا عن سلطاته وإلغاء الملكية في كوريا.

### سبتمبر
- 1 سبتمبر – الفاتيكان يدخل اليمين الإلزامي ضد الحداثة وتنفذ عند رسامة القساوسة.
- 22 سبتمبر – تأسيس الجامعة الوطنية في المكسيك.
- 29 سبتمبر – انتخاب مانويل غوندرا رئيسا للباراغواي.

### أكتوبر
- أكتوبر – البروفسير روبرت وليامز وود يظهر أول تصوير فوتوغرافي بالأشعة تحت الحمراء في مجلة جمعية التصوير الفوتوغرافي الملكية.
- 5 أكتوبر – البرتغال تصبح جمهورية والملك مانويل الثاني يفر إلى بريطانيا.
- 23 أكتوبر – تنصيب راما السادس ملكا على سيام بعد وفاة والده الملك (شولالون كورن) راما الخامس.
- 30 أكتوبر – أحداث فرية الدم في شيراز وهي أعمال عنف في الحي اليهودي بمدينة شيراز.

### نوفمبر
- نوفمبر – تأسيس جريدة المرصاد في طرابلس ليبيا للصحفي أحمد الفساطوي الطرابلسي.
- 7 نوفمبر – أول رحلة جوية في الولايات المتحدة لغرض الشحن التجاري بين مدينتي دايتون وكولومبوس بولاية أوهايو.
- 20 نوفمبر – اندلاع الثورة المكسيكية: اعلان فرانسيسكو ماديرو أن الانتخابات 1910 لاغية وباطلة، ويدعو إلى الثورة المسلحة في الساعة 6 مساء ضد ديكتاتورية بورفيريو دياز التي استلمت رئاسة غير شرعية.

### ديسمبر
- ديسمبر – تأسيس جمعية الشهامة العربية المسرحية التونسية.
- أواخر ديسمبر – أحد اشكال الطاعون الرئوي ينتشر في شمال شرق الصين ومسببا بمقتل أكثر من 40,000 شخص.[1][2][3]

## مواليد
- محمد بن عبد العزيز آل سعود.
- علي سامي الشيرازي، عالم الآثار إيراني.
- محمد سليم النعيمي، أديب ولغوي وصحفي ودبلوماسي عراقي.
- ألفريد بستاني، كاتب سياسي وباحث لبناني.
- علي محمد الشبيبي، كاتب قصصي وشاعر عراقي.
- سعادة الجلاد، جنرال وقائد عسكري فلسطيني.

### يناير–فبراير
- 3 يناير – يوسف صديق عضو مجلس قيادة الثورة المصري (ت 1975).
- 13 يناير – شوقي ضيف أديب وعالم لغوي مصري (ت 2005).
- 17 يناير - محمد بن الحسن الوزاني، سياسي وصحفي مغربي.
- 20 يناير – علال الفاسي زعيم سياسي مغربي (ت 1974).
- 9 فبراير – جاك مونو عالم أحياء فرنسي نال جائزة نوبل (ت 1976).
- 10 فبراير – دومينيك بير راهب بلجيكي نال نوبل للسلام (ت 1969).
- 11 فبراير – جورج بوشات مخترع فرنسي وغواص ورجل أعمال (ت 1992).
- 13 فبراير – ويليام شوكلي فيزيائي أمريكي نال جائزة نوبل (ت 1989).
- 20 فبراير – أحمد سالم أول مذيع مصري بالإذاعة المصرية (ت 1949).

### مارس–أبريل
- 1 مارس – أرشر مارتين كيميائي إنجليزي نال جائزة نوبل (ت 2002).
- 29 مارس – أحمد الصباحي رئيس حزب الأمة المصري (ت 2009).
- 12 مارس – ماسايوشي أوهيرا رئيس وزراء اليابان (ت 1980).
- 10 ابريل
  - أمينة رزق ممثلة مصرية (ت 2003).
  - عمر أبو ريشة شاعر سوري (ت 1990).

### مايو–يونيو
- 12 مايو
  - دوروثي هودجكن كيميائية بريطانية نالت جائزة نوبل (ت 1994).
  - عبد الحليم محمود وزير مصري سابق وشيخ الأزهر (ت 1978).
  - يوهان فيريي أول رئيس لجمهورية سورينام (ت 2010).
- 20 مايو – أمينة السعيد ناشطة مصرية (ت 1995).
- 26 مايو – عبد الخالق الطريس كاتب وصحفي مغربي شغل منصب وزير العدل (ت 1970).
- 9 يونيو – عبد الرحمن الأرياني ثاني رئيس للجمهورية العربية اليمنية (ت 1998).
- 11 يونيو – جاك إيف كوستو ضابط بحرية فرنسي ومستكشف وعالم بيئي ومخرج ومصور وباحث (ت 1997).
- 15 يونيو – سليمان فرنجيّة رئيس لبنان (ت 1992).
- 19 يونيو – بول جون فلوري كيميائي أمريكي نال جائزة نوبل (ت 1985).
- 22 يونيو – كونراد سوزه مهندس ألماني اخترع أول كمبيوتر 1941 (ت 1995).
- 23 يونيو – جان أنويه كاتب مسرحي فرنسي (ت 1987).

### يوليو–أغسطس
- 2 يوليو – محمود حسن إسماعيل شاعر مصري (ت 1977).
- 10 يوليو – ماري بنتينغ طبيبة أمريكية مختصة في علم الأحياء الدقيقة (ت 1998).
- 12 يوليو – محمد الجموسي موسيقي وملحن تونسي (ت 1982).
- 14 يوليو – ويليام هانا منتج ورسام أفلام رسوم متحركة أمريكي (ت 2001).
- 13 اغسطس
  - سعيد بن تيمور سلطان عمان (ت 1972).
  - محمد عبد المطلب مغني ومطرب مصري (ت 1980).
- 19 اغسطس – إبراهيم عمارة ممثل ومخرج مصري (ت 1972).
- 26 أغسطس – الأم تريزا راهبة هندية نالت جائزة نوبل للسلام (ت 1997).
- 28 أغسطس – تجالينغ كوبمانز اقتصادي هولندي نال جائزة نوبل (ت 1985).

### سبتمبر–أكتوبر
- 18 سبتمبر – جوزيف تال ملحن إسرائيلي (ت 2008).
- 26 سبتمبر – جورج حاتم طبيب أميركي صيني من أصل لبناني (ت 1988).
- 2 أكتوبر – يوسف درويش محامي وحقوقي وكاتب مصري (ت 2007).
- 8 أكتوبر – غيس هول زعيم الحزب الشيوعي الأمريكي ترشح اربع مرات لرئاسة الولايات المتحدة (ت 2000).
- 13 أكتوبر – روبرت مككمسون رسام رسوم متحركة أمريكي (ت 1977)
- 15 أكتوبر – إدوين أو رايشاوير سفير ومؤرخ أمريكي (ت 1990).
- 19 أكتوبر
  - سابرامانين تشاندراسخار فيزيائي هندي أمريكي، نال جائزة نوبل (ت 1995)
  - فريد الأطرش مطرب مصري (ت 1974)
- 20 أكتوبر – محمد عبد الرحمن بيصار شيخ الأزهر (ت 1982).

### نوفمبر–ديسمبر
- 2 نوفمبر – محمد فؤاد سراج الدين سياسي ورجل دولة مصري (ت 1999).
- 7 نوفمبر – شافية رشدي مغنية وممثلة تونسية (ت 1989).
- 9 نوفمبر – أبو السعود الإبياري سينارست ومؤلف أغاني وكاتب صحفي مصري (ت 1969).
- 10 نوفمبر – ميكال ياكوشين لاعب كرة قدم ومدرب سوفييتي (ت 1997).
- 16 ديسمبر – أتيلا دي كارفاليو لاعب كرة قدم برازيلي.
- 21 ديسمبر – علي أحمد باكثير كاتب مسرحي وروائي مصري (1969).
- 22 ديسمبر – محمود المليجي ممثل مصري (1983).
- 29 ديسمبر – رونالد كوس اقتصادي بريطاني نال جائزة نوبل.
- 30 ديسمبر – بول بولز كاتب ومؤلف أمريكي (ت 1999).

### مواليد 1910
- التجاني يوسف بشير: شاعر سوداني (ت 1937)
- بشير العظمة: رئيس وزراء سوريا (ت 1992)
- جلال الدين النقاش:شاعر تونسي ألف النشيد الوطني (ت 1989)
- حمد الجاسر: عالم وباحث سعودي (ت 2000)
- سلطانة يوسف مطربة مقام عراقية (ت 1995)
- شريفي عبد الظاهر رئيس وزراء أفغانستان في عهد حكومة محمد ظاهر شاه (ت 1983)
- عبد الأعلى السبزواري مرجع ومفسر وفقيه شيعي إيراني (ت 1994).
- عبد القادر الحسيني قائد فلسطيني قتل في معركة القسطل (ت 1948).
- عبد الله الهرري الحبشي عالم دين لبناني (ت 2008).
- قدري طوقان مفكر وكاتب وسياسي فلسطيني (ت 1971).
- محمد عمر الداعوق داعية لبناني (ت 2006).
- معروف سعد سياسي لبناني (ت 1975).
- سلمان فائق آل شاكر الطبيب الخاص للعائلة المالكة العراقية (ت 2002).
- ميشيل عفلق أحد مؤسسي حزب البعث (ت 1989).

## وفيات
- إلياس مطر

### يناير
- 30 يناير - جرانفيل وودز مخترع أمريكي، اخترع القطار الكهربائي (و 1856).

### فبراير
- 21 فبراير - اغتيال رئيس الوزراء المصري بطرس غالي (و 1846).

### أبريل
- 21 أبريل - مارك توين كاتب أمريكي ساخر (و 1835).
- 26 أبريل - بيورنستيرن بيورنسون كاتب وروائي وشاعر نرويجي (و 1832).

### مايو
- 6 مايو - ادوارد السابع ملك بريطانيا (و 1841).
- 12 مايو - عبد الحليم محمود، شيخ الأزهر.
- 27 مايو - روبرت كوخ عالم ألماني نال جائزة نوبل في الطب (و 1843).

### يونيو
- 23 يونيو - جون هارت ماكجرو حاكم ولاية واشنطن (و 1850).
- 28 يونيو - إبراهيم ناصف الورداني قاتل بطرس غالي (و 1886).

### يوليو
- 4 يوليو - جيوفاني إسكيابارلي عالم فلك إيطالي (و 1835).
- 10 يوليو - يوهان جدفريد جال عالم فلك ألماني (و 1812).

### أغسطس
- 3 أغسطس - إدوارد لينلي سامبور رسام كرتون بريطاني (و 1844).
- 26 أغسطس - ويليام جيمس فيلسوف أمريكي (و 1842).

### أكتوبر
- 30 أكتوبر هنري دونان مؤسس جمعية الصليب الاحمر أول حائز لجائزة نوبل للسلام (و 1828).

### نوفمبر
- 20 نوفمبر - ليو تولستوي روائي روسي (و 1828).

## الجوائز

### جائزة نوبل
- في الفيزياء – الهولندي يوهانس فان درفالس.
- في الكيمياء – الألماني أوتو فالاخ.
- في الطب – الألماني ألبرشت كوسل.
- في الأدب – الألماني بول فون هايس.
- في السلام – المكتب الدولي للسلام.

### وسام كوبلي
- فرانسيس جالتون

## رياضة

### بطولة ويمبلدون
- فردي الرجال: النيوزيلاندي أنتوني ويلدنغ هزم البريطاني أرثر جور. النتيجة: 6-4 7-5 4-6 6-2.
- فردي سيدات: البريطانية دوروثيا لامبرت شامبرس هزمت البريطانية دورا بوثبي. النتيجة: 6-2, 6-2.